# 데스 레이스 4: 비욘드 아나키
《데스 레이스 4: 비욘드 아나키》(영어: Death Race 4: Beyond Anarchy)는 2018년 공개한 미국의 액션 영화이다.

## 출연진

### 주연
- 잭 맥고완 - 코너 역
- 대니 글러버 - 볼티모어 밥 역
- 대니 트레조 - 골드버그 역

### 조연
- 프레드릭 콜러 - 리스츠 역
- 크리스틴 마자노 - 제인 역